# سرگئی میخالکوف
سرگئی ولادیمیرویچ میخالکوف (به روسی: Серге́й Влади́мирович Михалко́в؛ به انگلیسی Sergey Vladimirovich Mikhalkov؛ ۱۳ مارس ۱۹۱۳–۲۷ اوت ۲۰۰۹) نویسنده و شاعر کتاب‌های کودکان و حکایتهای طنز و نمایشنامه‌نویس اهل روسیه و اتحاد جماهیر شوروی بود. او سراینده سرود ملی اتحاد جماهیر شوروی و روسیه مدرن است و این فرصت را یافت تا سه بار شعر سرود ملی کشور را در سه دوره زمانی مختلف به‌سراید که تقریباً ۶۰ سال را پوشش می‌دهد.

## زندگی و آثار
سرگئی میخالکوف ۱۲ مارس ۱۹۱۳ در مسکو زاده شد. پدرش او را با آثار مایاکوفسکی و سرگئی یسنین آشنا کرد و عشق به ادبیات روس را در او به وجود آورد. دوران مدرسه را در پیتیگورسک گذراند و در سال ۱۹۳۰ از دبیرستان فارغ‌التحصیل شد.
نخستین شعرش به نام «جاده» در سال ۱۹۲۸ منتشر شد. در ۱۹۲۸ به انجمن نویسندگان کارگری شهر تویر پیوست. پس از آن آثارش پیوسته در روزنامه‌ها منتشر شد. در ۱۹۳۹ او به مسکو رفت و در کارخانه پارچه بافی به کار پرداخت برای مدتی نیز به گشت و گذار در قزاقستان شرقی و کنار رود ولگا پرداخت.
شعرهای او کم‌کم با موفقیت‌های بیشتری رو به رو می‌شد، به‌طوری که در ۱۹۳۳ توانست با درآمد نویسندگی زندگی کند و به انجمن نویسندگان جوان در مجله آگانیوک بپیوندد. بین سال‌های ۱۹۳۵ و ۱۹۳۷ میخالکوف در انستیتوی ادبیات گورکی به تحصیل پرداخت.
نخستین شعری که برای کودکان سرود، «سه همشهری» نام داشت که در مجله «پیشگام» در ۱۹۳۵ منتشر شد. «مسافر خوشحال»، «توماس لجباز»، «من و دوستم»، «عمو استیوپا» از دیگر شعرهای او برای کودکان است که در سال ۱۹۳۶ در یک مجموعه چاپ شد. شعر «عمو استیوپا» از آثار محبوب کودکان روس است و هنوز در کودکستان‌های خوانده می‌شود.
میخالکوف در ۱۹۳۹ به ارتش سرخ فراخوانده شد و به عنوان خبرنگار جنگ فعالیت کرد و در آزاد سازی اکراین غربی شرکت کرد. میخالکوف در سال ۱۹۴۴ سرود ملی اتحاد جماهیر شوروی را سرود.
او به پیشنهاد تولستوی حکایت‌های بسیاری را نیز برای کودکان نوشت. نخستین آن‌ها «روباه و اسب آبی» بود که در روزنامه پراودا چاپ شد. «خرگوش مست»، «دو دوست» و «خرس‌های شادی» از بی شمار قصه‌هایی است که برای کودکان نوشته‌است.
میخالکوف نمایشنامه‌های بسیاری نیز نوشته که «مأموریت حساس» و «کراوات قرمز» از آن جمله است. «می‌خواهم به خانه برگردم» نمایشنامه‌ای است افشاگرانه دربارهٔ رفتار غیرانسانی ارتش انگلستان در ممانعت از بازگشت کودکان تبعیدی روس.
در سال ۱۹۶۲ مجله‌ای برای فیلم را بنیان‌گذاری کرد و سرویراستاری آن را نیز بر عهده گرفت.
میخالکوف در سال‌های پایانی عمر خود در میان نسل جوان بیشتر به عنوان «پدر نیکیتا میخالکوف» هنرپیشه و کارگردان شناخته شده بود.
این شاعر و نویسنده نامدار روسی در ۲۷ اوت ۲۰۰۹ در ۹۶ سالگی درگذشت و در گورستان تاریخی نووودویچی به خاک سپرده شد.

## برگردان آثار به فارسی
از آثار سرگئی میخالکوف «مأموریت حساس»، «نکته‌های طنزآمیز»، «خرس‌های شاد»، «رؤیا در سه پرده»، «میشا خرس و پیپ»، «بچه‌ها شما در هر کاری آزادید» و چند عنوان دیگر به فارسی برگردانده شده‌است.

## افتخارات و جوایز
سرگئی میخالکوف جایزه‌های بسیاری را از آن خود کرده‌است. او سه بار جایزه استالین را به دست آورد و در سال ۲۰۰۸ بزرگ‌ترین جایزه روسیه نشان سنت اندرو را به خاطر خدماتش به ادبیات، از رئیس‌جمهور این کشور دریافت کرد.

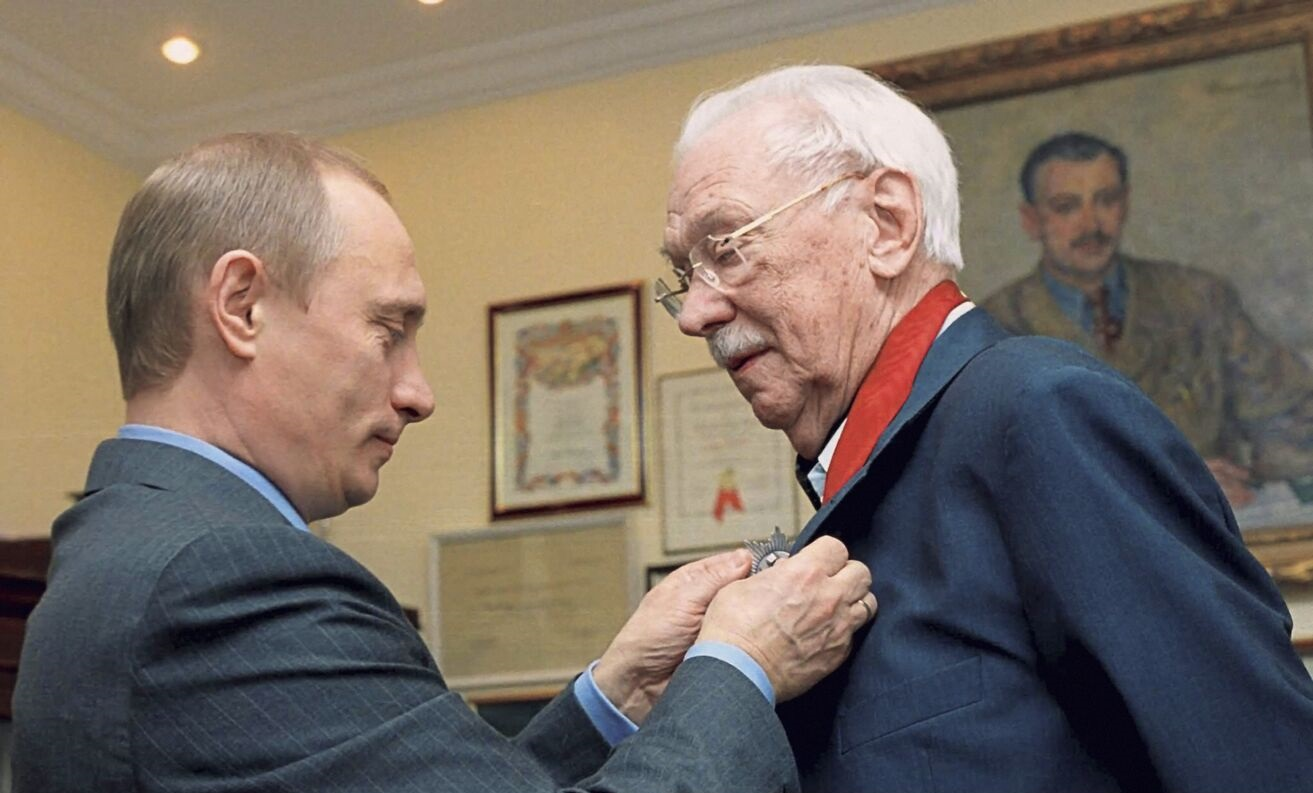
میخالکوف در حال دریافت نشان درجه ۲ خدمت به سرزمین پدری از آن رئیس‌جمهور روسیه ولادیمیر پوتین در ۱۳ مارس ۲۰۰۳.

### فدراسیون روسیه
- نشان سنت اندرو (۱۳ مارس ۲۰۰۸) - بالاترین درجه، افتخار برای مشارکتهای برجسته در توسعه ادبیات ملی و برای سال‌ها خلاقیت و فعالیت‌های اجتماعی.
- نشان خدمت به سرزمین پدری درجه ۲ (۱۳ مارس ۲۰۰۳) - برای مشارکتهای برجسته در توسعه فرهنگ ملی.
- نشان افتخار (۱۳ مارس ۱۹۹۸) - برای بزرگ شخصی کمک به توسعه داخلی چند فرهنگ ملی است.
- نشان دوستی (۲۰ فوریه ۱۹۹۳) - برای نقش بزرگ در کمک به توسعه هنر و ادبیات و تقویت روابط فرهنگی بین قومی و فعالیت‌های اجتماعی مولد.

### اتحاد جماهیر شوروی

#### نشان‌ها
- نشان قهرمان کار سوسیالیستی (۱۹۷۳)
- نشان لنین (۱۹۳۹، ۱۹۶۳، ۱۹۷۳، ۱۹۸۳)
- نشان انقلاب اکتبر (۱۹۷۱)
- نشان پرچم سرخ (۲۸ فوریه ۱۹۴۵) - برای عملکرد در اجرای وظایف در جبهه مبارزه علیه اشغالگران نازی و برای نمایش شجاعت و قهرمانی.
- نشان جنگ میهنی درجه ۱ (۱۹۸۵)
- نشان پرچم سرخ کار (۱۹۶۷، ۱۹۸۸)
- نشان ستاره سرخ (۷ مارس ۱۹۴۳) - برای عملکرد در اجرای وظایف در جبهه مبارزه علیه اشغالگران نازی و برای نمایش شجاعت و قهرمانی.

ّ* 

#### جوایز و افتخارات
- جایزه لنین (۱۹۷۰) - شعر برای سال‌های اولیه مدرسه کودکان
- جایزه دولتی اتحاد جماهیر شوروی (۱۹۷۸) - برای طنز اخبار جاری روز «فتیله» (آخرین نسخه)
- جایزه استالین، درجه ۲ (۱۹۴۱) - شعر برای دانش آموزان
- جایزه استالین، درجه ۲ (۱۹۴۲) - برای فیلم اسکریپت «مقدم دوست»
- جایزه استالین، درجه ۲ (۱۹۵۰) - برای نمایشنامه «ایلیا گولوین» و «من می‌خواهم به خانه بروم»
- جایزه دولتی RSFSR استانیسلاوسکی (۱۹۷۷) - طنز بازی «فوم» انجام شده در مسکو تئاتر طنز

### جوایز مذهبی
- نشان برکت شاهزاده دیمیتری روسیه و کلیسای ارتدوکس «برای رحمت» (۱۹۹۸)
- نشان سنت سرگیوس، درجه ۲ (۱۹۹۳) و کلیسای ارتدکس روسیه (۱۹۹۳)